# Osarizawaïta
L'osarizawaïta és un mineral de la classe dels sulfats que pertany al grup alunita. Va ser descoberta el 1961 a la mina Osarizawa de la ciutat de Kazuno de la prefectura d'Akita, a l'illa de Honshu (Japó), sent nomenada així per aquesta mina.

## Característiques
L'osarizawaïta és un sulfat de plom, alumini i coure, hidroxilat i anhidre. És un mineral estretament relacionat amb la beaverita-(Cu). Pot ser extreta barrejada amb altres minerals com a mena de metalls.
Segons la classificació de Nickel-Strunz, l'osarizawaïta pertany a «07.BC: Sulfats (selenats, etc.) amb anions addicionals, sense H₂O, amb cations de mida mitjana i gran» juntament amb els següents minerals: d'ansita, alunita, ammonioalunita, ammoniojarosita, argentojarosita, beaverita-(Cu), dorallcharita, huangita, hidroniojarosita, jarosita, natroalunita-2c, natroalunita, natrojarosita, plumbojarosita, schlossmacherita, walthierita, beaverita-(Zn), ye'elimita, atlasovita, nabokoita, clorothionita, euclorina, fedotovita, kamchatkita, piypita, klyuchevskita, alumoklyuchevskita, caledonita, wherryita, mammothita, linarita, schmiederita, munakataita, chenita, krivovichevita i anhidrocaïnita.

## Formació i jaciments
És un mineral d'aparició rara, que es forma com a mineral secundari a la zona d'oxidació dels jaciments hidrotermals de minerals de plom, zinc i coure. Sol trobar-se associada a altres minerals com: anglesita, beaverita, hidalgoïta, duftita, bindheimita, conicalcita, olivenita, quars, argila o goethita. Als territoris de parla catalana ha estat descrita a la mina San Miguel (Ribes de Freser, Ripollès).